# Hydroeciodes ruxis
Hydroeciodes ruxis är en fjärilsart som beskrevs av Dyar 1916. Hydroeciodes ruxis ingår i släktet Hydroeciodes och familjen nattflyn. Inga underarter finns listade i Catalogue of Life.